# Aufgebotsverfahren
Bei dem Aufgebotsverfahren (in Österreich Ediktverfahren) handelt es sich um eine öffentliche gerichtliche Aufforderung zur Anmeldung von Ansprüchen oder Rechten. Es dient üblicherweise dazu, Urkunden für ungültig erklären zu lassen oder Rechte entfallen zu lassen, wenn in der Aufgebotsfrist (üblicherweise sechs Wochen) keine Anmeldung eines Anspruchs oder eines Rechts erfolgt. Aufgebotssachen sind in Deutschland seit dem 1. September 2009 Angelegenheiten der freiwilligen Gerichtsbarkeit und in den § 433 bis § 484 des Gesetzes über das Verfahren in Familiensachen und in den Angelegenheiten der freiwilligen Gerichtsbarkeit (FamFG) geregelt.

## Allgemeine Verfahrensvorschriften
Das Aufgebotsverfahren findet nur in den durch Gesetz bestimmten Fällen auf schriftlichen Antrag statt. Instanziell zuständig ist das Amtsgericht, funktionell der Rechtspfleger (§ 23a Abs. 2 Nr. 7 in Verbindung mit Abs. 1 Nr. 2 GVG, § 3 Nr. 1c RPflG).
Das Gericht nimmt dann eine öffentliche Bekanntmachung des Aufgebots vor. Diese muss durch Anheftung an die Gerichtstafel und Veröffentlichung im Bundesanzeiger erfolgen. Anstelle des Aushangs an der Gerichtstafel kann die öffentliche Bekanntmachung in einem elektronischen Informations- und Kommunikationssystem erfolgen, das im Gericht öffentlich zugänglich ist. Das Gericht kann weitere Veröffentlichungen (z. B. in Tageszeitungen) anordnen. Inhalt der Veröffentlichung muss mindestens sein:
- die Bezeichnung des Antragstellers
- die Aufforderung, die Ansprüche und Rechte bis zu einem bestimmten Zeitpunkt beim Gericht anzumelden (Anmeldezeitpunkt)
- die Bezeichnung der Rechtsnachteile, die eintreten, wenn die Anmeldung unterbleibt.

Das Gericht legt eine Aufgebotsfrist fest, innerhalb derer Betroffene Rechte anmelden müssen. Diese beträgt mindestens 6 Wochen (§ 437 FamFG).
Geht innerhalb der Aufgebotsfrist keine Anmeldung ein, ergeht ein so genannter Ausschließungsbeschluss, der öffentlich zugestellt wird. Durch diesen werden Urkunden kraftlos oder Rechte als erloschen oder eingeschränkt erklärt.
Gegen den Ausschließungsbeschluss kann Beschwerde eingelegt und die Wiederaufnahme des Verfahrens beantragt werden. Eine Anfechtungsklage wie noch gegen das Ausschlussurteil ist nicht mehr erforderlich.

## Anwendungsfälle
Ein Aufgebotsverfahren findet nur in den gesetzlich bestimmten Fällen statt. Dies sind unter anderen:
- Aufgebot zur Kraftloserklärung von Urkunden (§§ 466 ff. FamFG) – (§ 799, § 808 Abs. 2 Satz 2, § 1162, § 1192, § 1199 BGB, § 72 AktG, Art. 90 WG, Art. 59 ScheckG)
- Aufgebot des Vormerkungsberechtigten (§ 887 BGB, § 453 FamFG)
- Aufgebot des nicht im Grundbuch eingetragenen Eigenbesitzers (§ 927 BGB, § 442 bis § 445 FamFG)
- Aufgebot des Schiffseigentümers (§ 6 SchiffsRG, § 446 FamFG)
- Aufgebot des Vorkaufsberechtigten (§ 1104 BGB, § 453 FamFG)
- Aufgebot des Reallastberechtigten (§ 1112 BGB, § 453 FamFG)
- Aufgebot des Hypothekenbriefs, Grundschuldbriefs oder Rentenschuldbriefs (§ 1162, § 1192 Abs. 1 BGB, §§ 466 ff. FamFG)
- Aufgebot des Grundpfandrechtsgläubigers (§ 1170, § 1171, § 1192 Abs. 1 BGB, §§ 447 ff. FamFG)
- Aufgebot des Schiffshypothekengläubigers (§ 66, § 67 SchRegO, §§ 452 FamFG)
- Aufgebot der Gesamtgutsgläubiger (§ 1489 Abs. 2, § 1970 BGB, § 464 FamFG)
- Aufgebot der Nachlassgläubiger (§ 1970 bis § 1974 BGB, § 175 Abs. 1 ZVG, §§ 454 ff. FamFG)
- Aufgebot der zur Befriedigung aus dem Zwangsversteigerungserlös Berechtigten (§ 138, § 140 ZVG)
- Aufgebot zur Todeserklärung (§§ 1 ff. VerschollenheitsG)

## Besondere Verfahrensvorschriften

### Grundstücke, Schiffe, Schiffsbauwerke
Der Eigenbesitzer eines Grundstücks kann im Wege des Aufgebotsverfahrens den Eigentümer mit seinem Recht ausschließen und als neuer Eigentümer im Grundbuch eingetragen werden.
Verfahren:
- Antrag des Eigenbesitzers gem. § 927 BGB an das Amtsgericht, in dessen Bezirk das Grundstück belegen ist (§ 442 FamFG)
- Der Antragsteller hat zur Begründung des Antrages die erforderlichen Tatsachen glaubhaft zu machen:
  - Es ist der Nachweis beizubringen, dass der Antragsteller das Grundstück seit 30 Jahren im Eigenbesitz hat (evtl. Bescheinigung durch den Ortsbürgermeister).
  - Keine Eintragung des Eigentümers im Grundbuch.
  - Ist der Eigentümer im Grundbuch eingetragen, so ist das Aufgebotsverfahren nur zulässig, wenn er gestorben oder verschollen ist und eine Eintragung in das Grundbuch, die der Zustimmung des Eigentümers bedurfte, seit 30 Jahren nicht erfolgt ist. Materiellrechtlich handelt es sich in diesem Fall um eine sog. Kontratabularersitzung. Der Besitzer wird durch Eintragung zum Eigentümer (§ 927 Abs. 2 BGB, originärer Eigentumserwerb).

Der Ausschließungsbeschluss ist eine öffentliche Urkunde im Sinne des § 29 GBO.
Für das Aufgebotsverfahren zur Ausschließung des Eigentümers eines eingetragenen Schiffes oder Schiffsbauwerks ist das Amtsgericht örtlich zuständig, bei dem das Register für das Schiff oder Schiffsbauwerk geführt wird (§ 446 FamFG).

### Erbrecht
Im Erbrecht dient das Aufgebotsverfahren der Ausschließung von Nachlassgläubigern (§ 454 FamFG). Örtlich zuständig ist das Nachlassgericht. Antragsberechtigt sind die Erben sowie Nachlasspfleger, Nachlassverwalter und Testamentsvollstrecker (§ 455 FamFG).
Der Erbe kann die Befriedigung eines im Aufgebotsverfahren ausgeschlossenen Nachlassgläubigers insoweit verweigern, als der Nachlass durch die Befriedigung der nicht ausgeschlossenen Gläubiger erschöpft wird (§ 1973 BGB, § 458 FamFG). Der Erbe kann dadurch die Haftung für Verbindlichkeiten des Erblassers auf den Nachlass beschränken.

### Eherecht
Mit Aufhebung des Ehegesetzes zum 1. Juli 1998 wurde im Interesse des Datenschutzes und der Verwaltungsvereinfachung  das öffentliche Aufgebot vor der Eheschließung in Deutschland abgeschafft.

### Wertpapiere
Die Kraftloserklärung von Wertpapieren geschah – bis zur Neuregelung des Aufgebotsverfahrens innerhalb des seit dem 1. September 2009 geltenden FamFG und dem gleichzeitigen Außerkrafttreten der §§ 946 bis 1024 ZPO – durch das besonders geregelte Aufgebotsverfahren nach §§ 1003 ff. ZPO alter Fassung („a.F.“) in Form eines richterlichen Ausschlussurteils (§ 1017 ZPO a.F.).
Heute gelten für die Kraftloserklärung von Wertpapieren die § 466 bis § 484 FamFG.

#### Allgemeines
Das in einem Wertpapier verbriefte Recht geht durch Vernichtung oder Verlust der Urkunde nicht unter. Da jedoch der Schuldner seine Leistung nur gegen Aushändigung der Urkunde erbringen muss, scheitert die Geltendmachung des Rechts an der Vorlage des Wertpapiers durch den rechtmäßigen Inhaber. Dieser Konflikt wird durch das Aufgebotsverfahren gelöst. Die Kraftloserklärung verhindert dabei, dass der Finder eines verloren gegangenen Wertpapiers seinerseits beim Schuldner die Leistung unberechtigt verlangt. Bei Inhaberpapieren besitzt sogar der Dieb oder Finder eine derart starke Rechtsstellung, dass er vom Aussteller der Urkunde die darin verbriefte Leistung verlangen darf (§ 935 Abs. 2 BGB), solange dessen Unkenntnis nicht auf Vorsatz oder grober Fahrlässigkeit beruht. Um zu verhindern, dass dieser Rechtsschutz den rechtmäßigen Besitzer der Urkunde um die ihm zustehende Leistung bringt, wird der Dieb oder Finder durch die Kraftloserklärung von seiner Rechtsposition ausgeschlossen.

#### Verfahren
Das Aufgebotsverfahren für Wertpapiere ist in den § 466 bis § 484 FamFG abschließend geregelt. Bei den meisten Wertpapieren weisen gesetzliche Bestimmungen zusätzlich auf das Aufgebot zur Kraftloserklärung von Urkunden hin (§ 799, § 808 Abs. 2 Satz 2, § 1162, § 1192, § 1199 BGB; § 365 Abs. 2 HGB; § 72 AktG; Art. 90 WG; Art. 59 ScheckG). Nach Ablauf der Aufgebotsfrist (mindestens 6 Wochen, höchstens 1 Jahr – § 437, § 476 FamfG) wird die Urkunde durch das Ausschließungsbeschluss für kraftlos erklärt (§ 478 Abs. 1 FamFG) und versetzt den Gläubiger gleichzeitig in die Lage, die Rechte aus der Urkunde beim Schuldner ohne Urkunde geltend machen zu können (§ 479 Abs. 1 FamFG).

#### Sonderfälle
Zwar ist auch ein Aufgebotsverfahren für hinkende Inhaberpapiere nach § 483 FamFG vorgesehen, doch besteht bei Spar(kassen)büchern die Möglichkeit eines vereinfachten Aufgebotsverfahrens. Dieses Verfahren findet außergerichtlich statt, indem der Verlust im Gemeinde- oder Amtsblatt öffentlich bekannt gemacht wird und dem Inhaber des Spar(kassen)buchs die Möglichkeit gibt, seine Rechte binnen drei Monaten anzumelden. Nach Ablauf der Ausschlussfrist wird das Spar(kassen)buch vom Vorstand des Kreditinstituts (etwa nach § 16 Abs. 2 Nr. 6 der Sparkassenverordnung NRW) für kraftlos erklärt.
Bei Aktien darf die Kraftloserklärung in drei Fällen durch die Aktiengesellschaft ebenfalls außergerichtlich vorgenommen werden, wenn ihr die eigenen Aktien zu bestimmten Zwecken eingereicht werden müssen, aber nach Ablauf einer Ausschlussfrist nicht eingereicht worden sind:
- bei der Kaduzierung (die AG gibt anstelle der alten Urkunde eine neue aus),
- im Fall der Kapitalherabsetzung bei den trotz Aufforderung nicht zu Umtausch, Abstempelung eingereichten Aktien (§ 226 AktG),
- bei Aktien, deren Inhalt unrichtig geworden ist (§ 73 AktG).

#### Rechtsfolgen
Nach Kraftloserklärung kann der Finder oder Dieb trotz Wertpapierbesitzes die Rechte nicht mehr beim Aussteller geltend machen, weil ihn die für kraftlos erklärte Urkunde nicht mehr legitimiert (die Legitimationsfunktion ist aufgehoben), auch gutgläubige Erwerber betroffener Wertpapiere sind nicht mehr geschützt. Die Kraftloserklärung wirkt mithin gegen jedermann. Der Ausschließungsbeschluss wiederum berechtigt den Antragsteller, die Rechte aus der Urkunde beim Schuldner ohne Urkunde geltend machen zu können (§ 479 Abs. 1 FamFG).